# Bernardino Ahumada y Barros
Bernardino Ahumada y Barros fue un hacendado, funcionario y militar argentino que desempeñó un importante papel en la sociedad catamarqueña de principios del siglo XIX.

## Biografía
Bernardino Ahumada y Barros nació en el Virreinato del Perú dentro de la actual provincia de La Rioja, hijo del capitán de milicias Pedro Antonio Ahumada y Quinteros y de María de la Trinidad Barros de Brizuela.
En 1791 casó con Petrona de Avellaneda y Tula, hermana de Juan Nicolás de Avellaneda y Tula, quien se convertiría en primer gobernador de Catamarca, padre de Marco Manuel Avellaneda y González (a quien apadrinaron Bernardino Ahumada y Barros y su esposa) y abuelo del presidente Nicolás Avellaneda y Silva. 

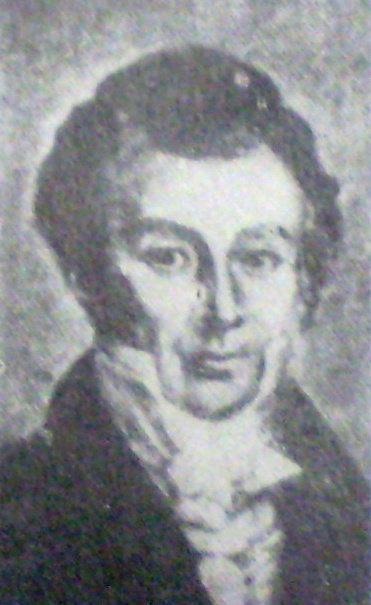
Nicolás Avellaneda y Tula.

Alrededor del año 1795 se radicó en la provincia de Catamarca y en 1804 era ya uno de los principales comerciantes de su ciudad adoptiva. Vecino principal, se desempeñó como administrador general de Temporalidades y alcalde de 1° y 2° voto del cabildo local.
El 1 de febrero de 1806 fueron padrinos de Águeda Ahumada Avellaneda, hija de Ramón Ahumada y de María del Espíritu Santo de Avellaneda y Espeche, hermanos de Bernardino y de su esposa. Al morir la madre a resultas del parto el 17 de febrero de 1806, adoptaron a la pequeña, sobrina carnal de ambos, a quién nombraron como su única heredera por no tener hijos propios.
Adhirió a la Revolución de Mayo y en su carácter de miembro del ayuntamiento formó parte de los cabildos abiertos del 23 de julio y 31 de agosto de 1810, en los que se eligió diputado ante la Junta, José Antonio Olmos de Aguilera.
Fue nombrado capitán de la 3° Compañía en Valle Viejo y en 1811 comandó el contingente de la provincia destinado al Ejército del Norte y donó los uniformes para las tropas enviadas a Buenos Aires.
En 1812 el general Manuel Belgrano, quien había decidido resistir en San Miguel del Tucumán el avance realista, pidió en comunicación a Ahumada la colaboración de su provincia: "Si los hijos de Catamarca quieren cubrirse de gloria y dar laureles a su provincia que vengan a unirse a los jujeños, salteños, tucumanos y santiagueños".
Ahumada estuvo nuevamente al mando del contingente de 171 hombres (131 reclutas y 40 desertores) enviados por Catamarca el 17 de septiembre de 1812 como auxilio al Ejército revolucionario.
Arribó al campo cuando la batalla de Tucumán se había ya iniciado y envió a sus tropas bisoñas a avanzar sobre el enemigo. En el combate que siguió tuvo 7 muertos y 97 desertores, pese a lo cual después del combate pudo presentar 67 soldados, según los honrosos certificados que le otorgó el general Belgrano.
Participó del cabildo que designó diputado por Catamarca a la Asamblea del Año XIII y entre ese año y 1815 se desempeñó como sargento mayor de la ciudad.
Ya retirado del servicio público, el 16 de julio de 1830 el nuevo gobernador Miguel Díaz de la Peña, del partido Unitario, lo convocó nuevamente.